# 東山祐靈宮
23°58′05″N 120°35′54″E / 23.968033°N 120.598198°E
東山祐靈宮，是位於臺灣彰化縣員林市南東里的石頭公廟，在南投縣魚池鄉有分香廟。

## 歷史
傳說八堡圳支流在清朝時期有小孩溺斃之後有幽靈出沒，因此附近居民共同堆石鎮守，後來石頭到晚上會發出毫光。一日，庄內一名乩童起乩說，他是石佛公附身，希望庄民在毫光展現處挖掘，由村民庄民依囑咐發現有一二尺八的石頭，上面刻著「石陀佛」三字。1915年7月1日，由湖水坑人曹明山，因在石頭公前有田產，為祈求保護堤防捐款建廟。
1977年間，江其華發動信眾樂捐蓋廟及入火安座，翌年，江坤賢、江再信等人籌組成立管理委員會，招募信眾、會員。1989年，管理委員會改選，由方萬賀當選主任委員。1995年，祐靈宮會員大會通過改建三川式門樓，1997年11月發包，次年10月完工。
2011年間，廟務曾遭地方黑道人物把持，四處鬧事、暴力討債、毆打里長，經彰化地檢署檢察官洪英丰指揮下逮捕。

## 祭祀

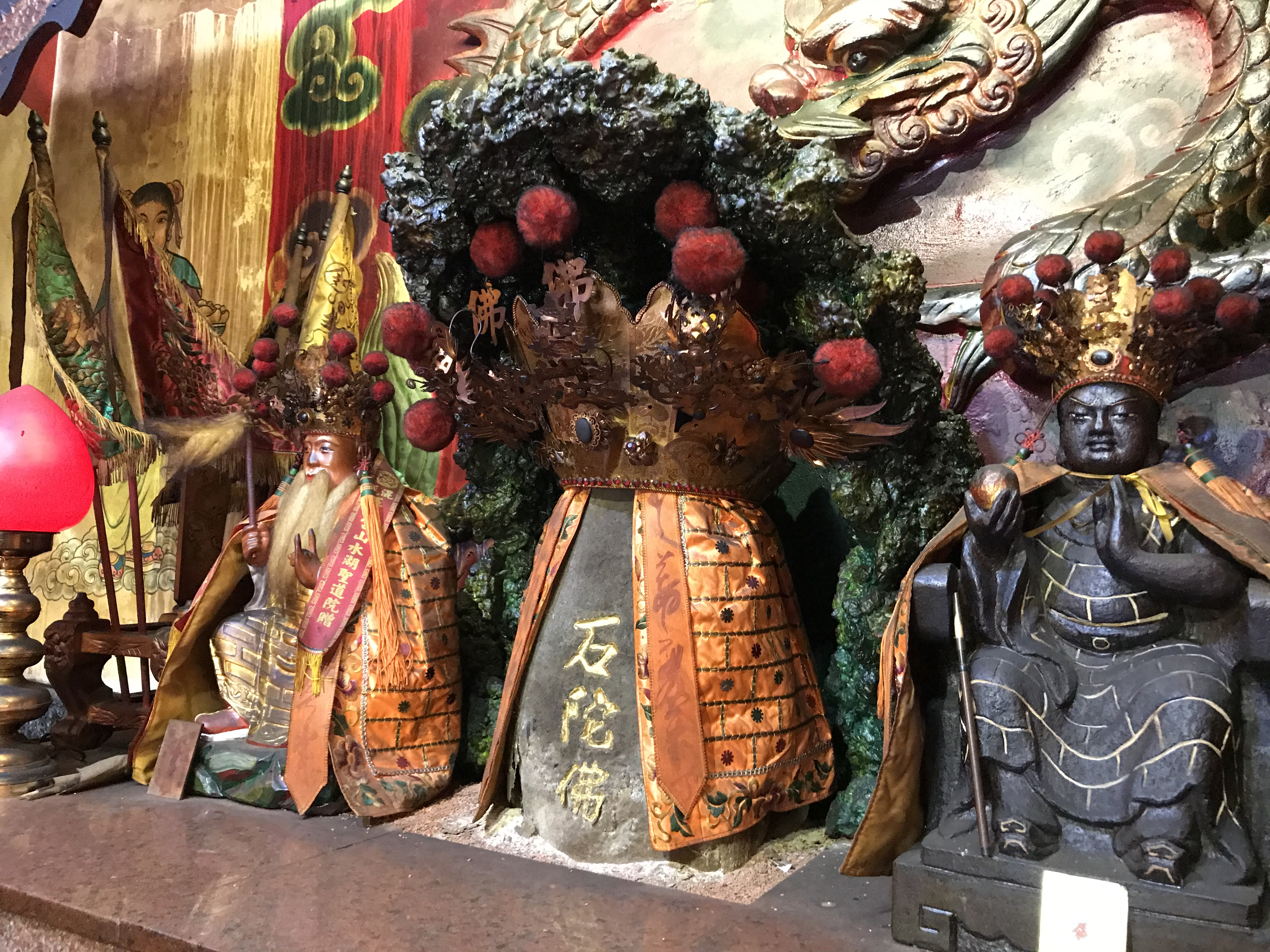
石陀佛

東山祐靈宮以農曆正月十六日為石佛公聖誕。
1918年，魚池鄉東光村民楊淄、張成兩人被日警追緝，某日路經東山祐靈宮，適逢舉行盛大祭典，兩人祈拜發願若是能平安回家，必戒賭習且迎回家鄉奉祀。數月後，兩人果真安返家鄉，經年餘，就在東光村以三塊石板建成小祠。
端午節時，東山祐靈宮信徒會結合當地南東里的發展協會一齊包肉粽，分送給信徒或居民。